# Куалюцо
Куалю̀цо (на италиански: Quagliuzzo; на пиемонтски: Quajuss, Куаюс) е село и община в Метрополен град Торино, регион Пиемонт, Северна Италия. Разположено е на 334 m надморска височина. Към 1 януари 2020 г. населението на общината е 330 души, от които 35 са чужди граждани.